# Katsiaryna Shkuratava
Katsiaryna Shkuratava –en bielorruso, Кацярына Шкуратава– (10 de septiembre de 1987) es una deportista bielorrusa que compitió en halterofilia. Ganó una medalla de plata en el Campeonato Europeo de Halterofilia de 2007, en la categoría de +75 kg.

## Palmarés internacional
| Campeonato Europeo | Campeonato Europeo    | Campeonato Europeo | Campeonato Europeo |
| Año                | Lugar                 | Medalla            | Categoría          |
| ------------------ | --------------------- | ------------------ | ------------------ |
| 2007               | Estrasburgo (Francia) | Medalla de plata   | +75 kg             |